# Das Buch der Natur

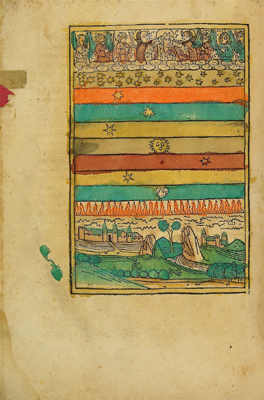
Illustrierte Seite aus dem Druck von Johann Bämler (Ausgabe von 1481)

Das Buch der Natur, auch das Buch von den natürlichen Dingen, auch Naturbuch genannt, ist eine naturkundliche Enzyklopädie von Konrad von Megenberg (erste Hälfte des 14. Jahrhunderts). Es gilt als die erste bedeutende in deutscher Sprache erschienene wissenschaftliche Abhandlung.
Das Buch der Natur (entstanden ca. 1349–1350) ist eine allgemeine, schon ziemlich systematische Naturgeschichte, die als Beleg der Kenntnisse der damaligen Zeit interessant und durch Anführung von vielerlei Sagen und dergleichen kulturgeschichtlich wichtig ist. Es ist weitgehend eine Übersetzung Thomas von Cantimprés Liber de natura rerum, enthält aber auch neues Material – etwa zu einigen Tier- und Pflanzenarten oder auch Beobachtungen zu Regenbögen. Das Buch der Natur fand rasch sehr weite Verbreitung (über 100 Handschriften). Das Werk erschien im Druck zuerst ohne Ort und Jahr in Quart, dann Augsburg 1475 und danach (etwa gedruckt von Johann Bäumler, Augsburg 1481) öfter.

## Inhaltsverzeichnis

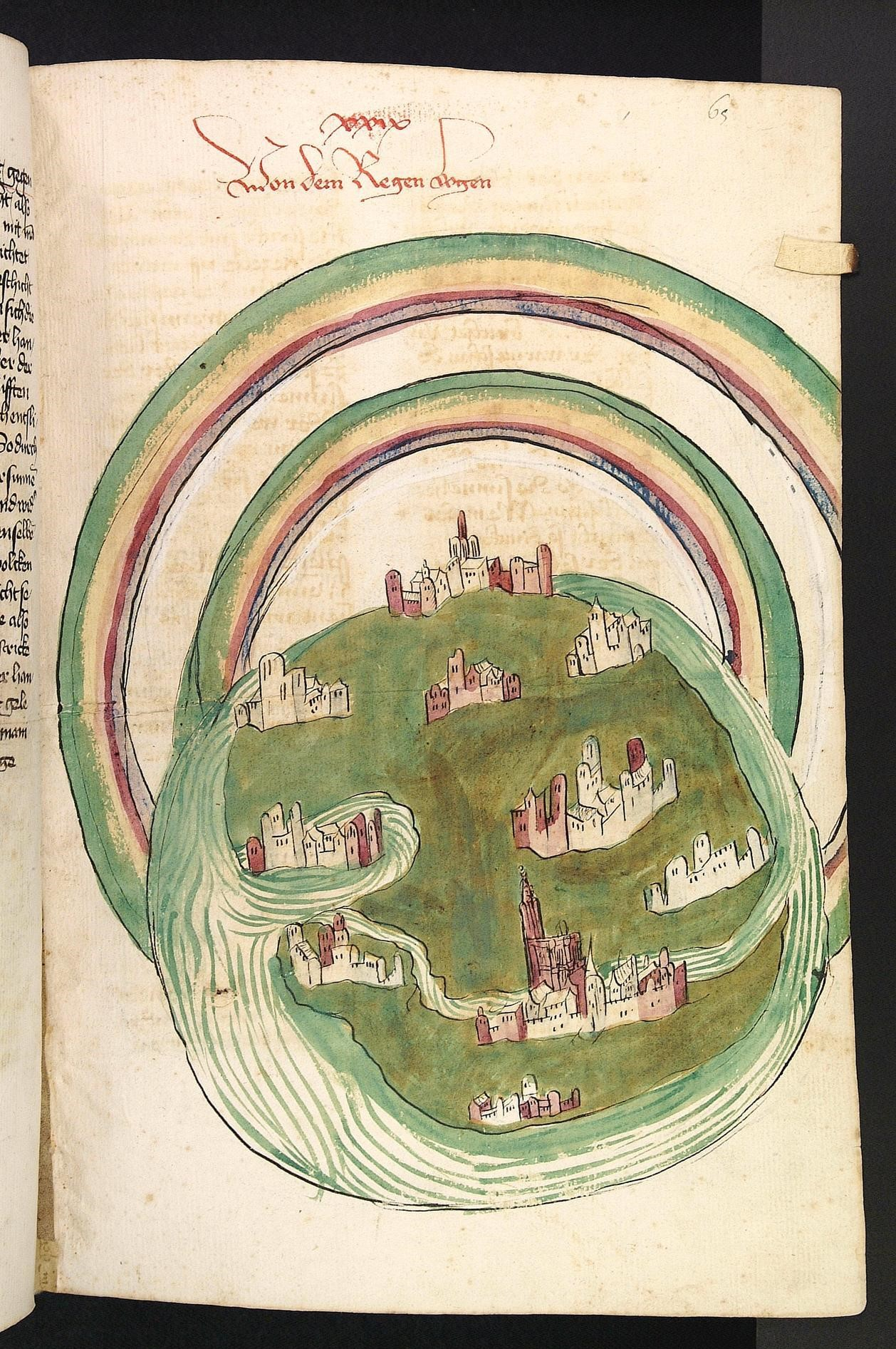
Darstellung eines Regenbogens aus dem ‚Buch der Wunder‘ (Universitätsbibliothek Heidelberg, Cod. Pal. germ. 300, Fol. 65^{r}).

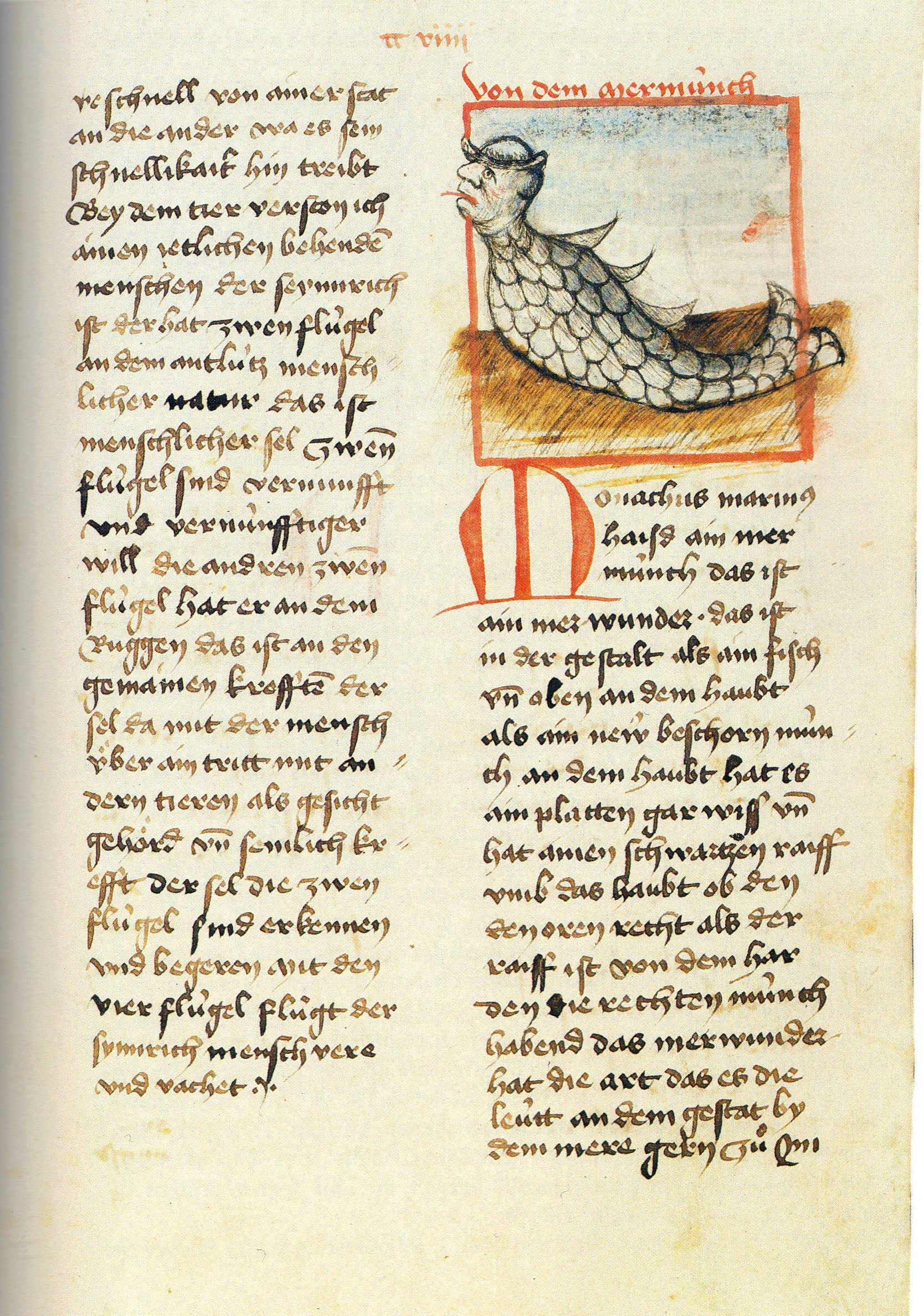
Von dem mermünich